# Église Saint-Laurent de Neuvy-Pailloux
Pour les articles homonymes, voir Église Saint-Laurent et Saint Laurent.
L'église Saint-Laurent de Neuvy-Pailloux est une église catholique française. Elle est située sur le territoire de la commune de Neuvy-Pailloux, dans le département de l'Indre, en région Centre-Val de Loire.

## Situation
L'église se trouve dans la commune de Neuvy-Pailloux, à l'est du département de l'Indre, en région Centre-Val de Loire. Elle est située dans la région naturelle de la Champagne berrichonne. L'église dépend de l'archidiocèse de Bourges, du doyenné de Châteauroux et de la paroisse de Saint-Vincent.

## Histoire
L'église fut construite au XIIe siècle. L'édifice est classé le 2 janvier 1924 pour son clocher et re-classé le 12 octobre 1942 pour son abside et la toiture du clocher, au titre des monuments historiques.